# Mixi2
mixi2（ミクシィツー）は、株式会社MIXIが運営するソーシャル・ネットワーキング・サービス。2024年12月16日サービス開始。

## 機能

### 登録
mixi2は、利用についてアカウント登録が必須である。アカウントはMIXIの共通サービスアカウントであるMIXI IDを用いて認証を行うが、mixi2のアカウント情報はMIXI IDとは独立して作成される。2024年12月現在、登録や利用はiOSおよびAndroid向けのモバイルアプリのみとなっている。2025年5月、ブラウザ版サービス提供開始。

### アカウント
ユーザーアカウントには半角英数字・アンダースコアからなる固有のユーザーIDのほか、表示名や自己紹介といったプロフィールを設定できる。
ユーザーは、他のユーザーをフォローすることができる。アプリのホーム画面では、フォロー中のユーザーおよびコミュニティ（後述）のポストを時系列順に表示する「フォロー」タイムラインが既定の表示となっているほか、アルゴリズム推薦によるおすすめ投稿を表示する「発見」タイムラインがある。
プライバシー設定として、ポスト（後述）の非公開設定や、特定のユーザーの投稿を非表示とするミュート機能、双方の投稿の閲覧ややり取りを制限するブロック機能がある。

#### 公式認定バッジ
企業・有名人アカウント向けに認定バッジを付与。
現時点では、認定バッジの取得申請にはX（旧Twitter）フォロワー数が約5万人以上が条件で、条件を満たしたXアカウントを審査用にmixi2に申請する。今後はフォロワー数の条件は緩和予定。他のSNSも対応予定である。
申請後は本人証明としてXのプロフィールにmixi2のプロフィールリンクを掲載しXにmixi2への招待ポストを投稿する。認定バッジは、無料であり特別な機能や特典はない。

### 投稿
ユーザーによる投稿を「ポスト」と呼び、各ポストに149.3文字（実質的には150文字）以内の文字数制限がある。またポストには画像や動画の添付が可能であるが、1日のアップロードの上限は合計1GBとなっている。

### コミュニティ・イベント
特定のテーマに沿って参加者同士で交流を行う「コミュニティ」機能、オンライン・オフライン問わず同期的なコミュニケーションを行うことができる「イベント」機能が実装されている。

## 特徴

### 招待制
mixi2アカウントの新規登録は、既存ユーザーからの招待者のみが行うことのできる完全招待制となっているほか、ユーザーは18歳以上である必要がある。（※完全招待制ではあるが、公開されているmixi2の招待リンクなら誰からでも登録できるため知らない人でも問題はない。登録後すぐに招待者のフォローを外せる緩い仕様になっている。）

### エモテキ・リアクション
ポストは背景色の変更や文字の大きさの変更といった装飾を行うことができるほか、「エモテキ」と呼ばれる背景色や文字にアニメーションを追加する機能がある。各ポストに対し、いいね、リアクション（絵文字「例：ぴえん」アルファベット「例：GO!GO!・ｗｗ」日本語「例：アゲ・そうそれ」などのスタンプの付与）ができる。
またお正月などは、期間限定の特別なリアクションも登場する。

### フォローした人だけ時系列で並ぶ
XやThreads等の代表的な海外SNSのデフォルトのタイムラインは運営がおすすめしたい投稿が並ぶのに対し、mixi2ではデフォルトのタイムラインがフォローした人の投稿が時系列に並ぶ。

### ユーザーの要望を反映
Xなどの既存SNSは運営側の力が強いため従うしかなく、しばし改悪アップデートと呼ばれており修正もないためユーザーフレンドリーではない。一方でmixi2ではユーザーフレンドリーであるため、改善要望があればすぐに修正アップデートをしたりユーザーからの機能要望を募集している。

## mixiとの相違
mixi2とmixiはともに株式会社MIXIが運営するSNSであるが、互いにアカウント情報などは共有せず、互換性のない別個のものとして運営されている。MIXIは、mixiについては「心地の良いつながり」を軸としたSNSを、mixi2は「今を共有でき、すぐ集える」を軸とした、即時性の高いSNSを目指すとしている。

## 反響
MIXI社は同月20日、公開から5日でmixi2の登録者数が120万人を突破したと発表した。

## mixi2開発理由
イーロン・マスクがTwitterを買収して仕様変更などでTwitter離れが進んだこと、現XなどのSNSはデフオルトのおすすめTLが炎上や誹謗中傷を生みまくっていること、様々な犯罪に利用されていること等があり、酷くなっているので「心理的安全性」を重視し平和なSNSを目指して開発した。